# Tân An
Tân An ist eine Stadt in der Provinz Long An in Vietnam. Sie ist Teil des Mekongdelta in Südvietnam. Die bezirksfreie Stadt Tân An hatte 2009 eine Einwohnerzahl von 166.419. Die Stadt bildet die Hauptstadt der Provinz Long An. Die Stadt hat seit 2009 das Stadtrecht und besitzt den Status einer Provinzstadt der 3. Klasse. Die Stadt ist in 6 Gemeinden und 6 Wards gegliedert. 
Tân An ist das politische, kulturelle, wirtschaftliche, wissenschaftliche und technologische Zentrum der Provinz Long An. Die Gemeinde befindet sich in der südlichen Wirtschaftsregion und ist das wirtschaftliche Tor zu mehreren Provinzen des Mekong-Deltas.  

## Geschichte
Die Kontrolle von Flüssen im Mekongdelta begann das Gebiet im Jahr 1705 zu erschließen und brachte den Handel in den ersten Jahren der Nguyễn-Dynastie um 1802 an den Fluss Vàm Cỏ Tay bei Tân An (damals geschrieben: 新安) am Ende des Bảo Định-Kanals. Im Jahr 1800 fiel das gesamte Mekong-Delta unter die Autorität der Nguyễn-Dynastie. Tân An und seine unmittelbare Umgebung waren früher eine eigene Provinz, die französische Kolonisten im Dezember 1889 gegründet hatten. Die Stadt fiel in der Augustrevolution kurzzeitig an lokale Kommunisten.
Im Oktober 1956 gliederte die Regierung der Republik Vietnam unter Präsident Ngo Dinh Diem die Provinz Tân An in die Provinz Long An ein.
Tân An war das Hauptquartier der 3. Brigade der 9. Infanteriedivision (USA) während des Vietnamkrieges. Mit der wirtschaftlichen Öffnung des Landes ab den 1990er Jahren erlebte die Stadt einen deutlichen Aufschwung.

## Galerie

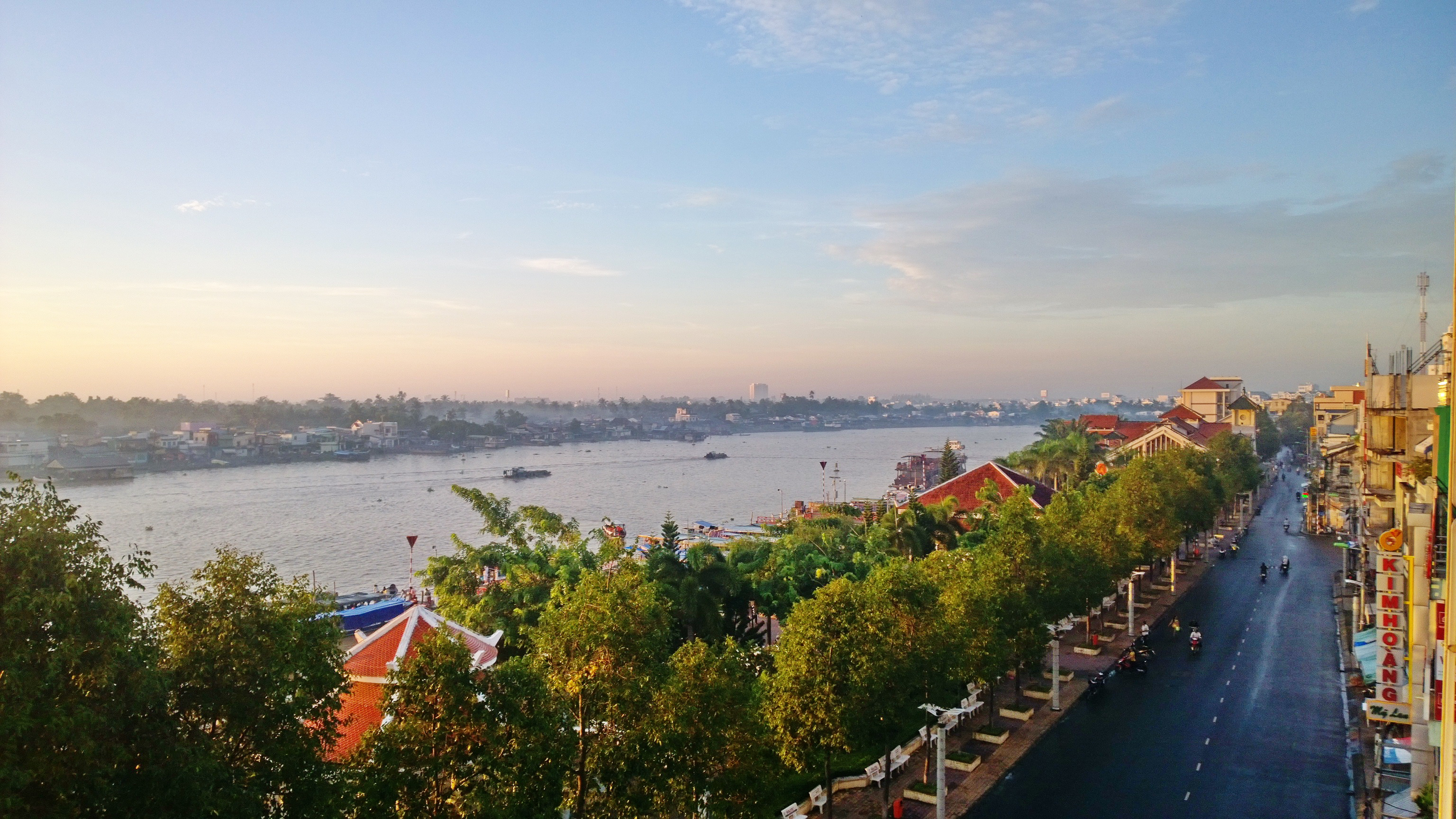
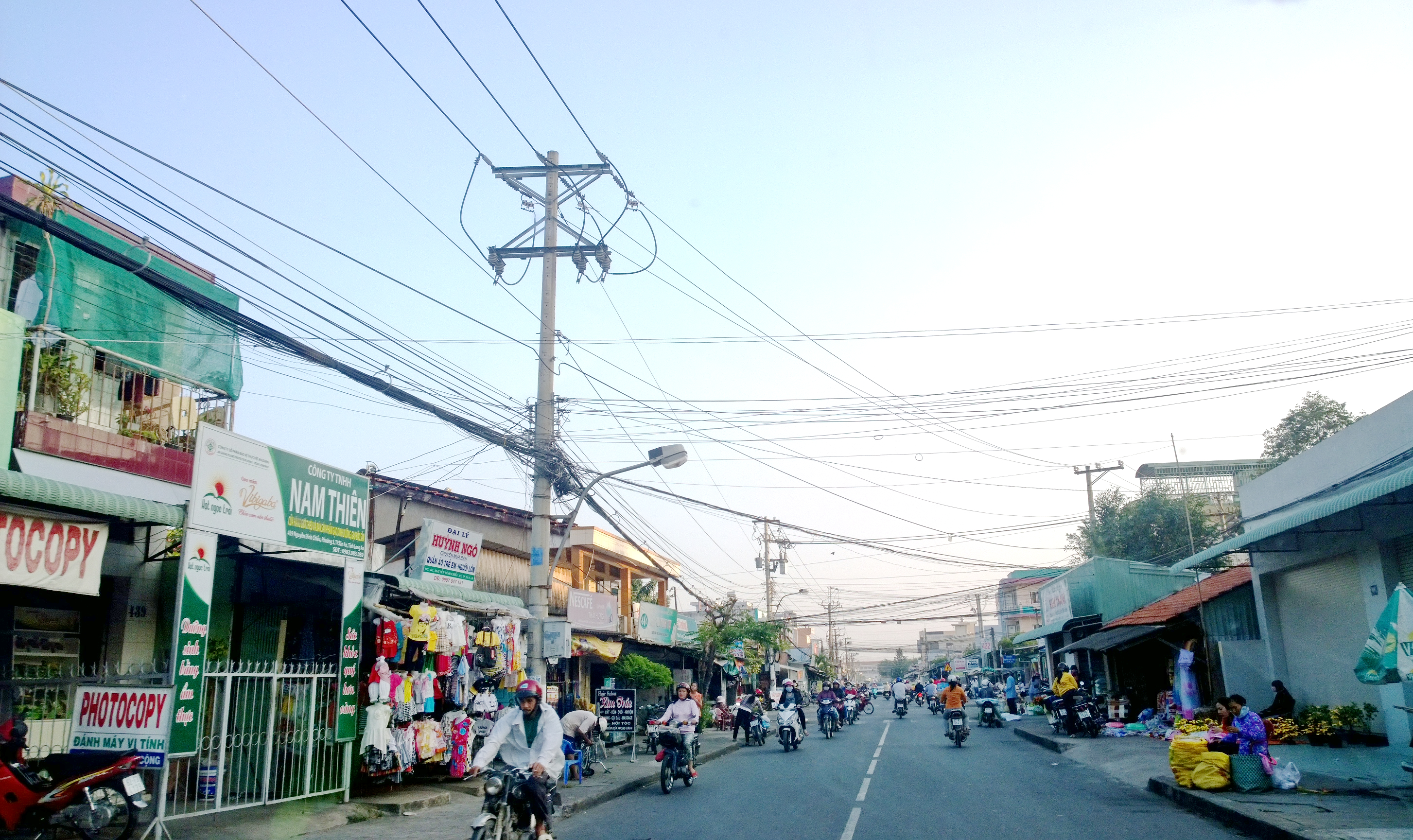
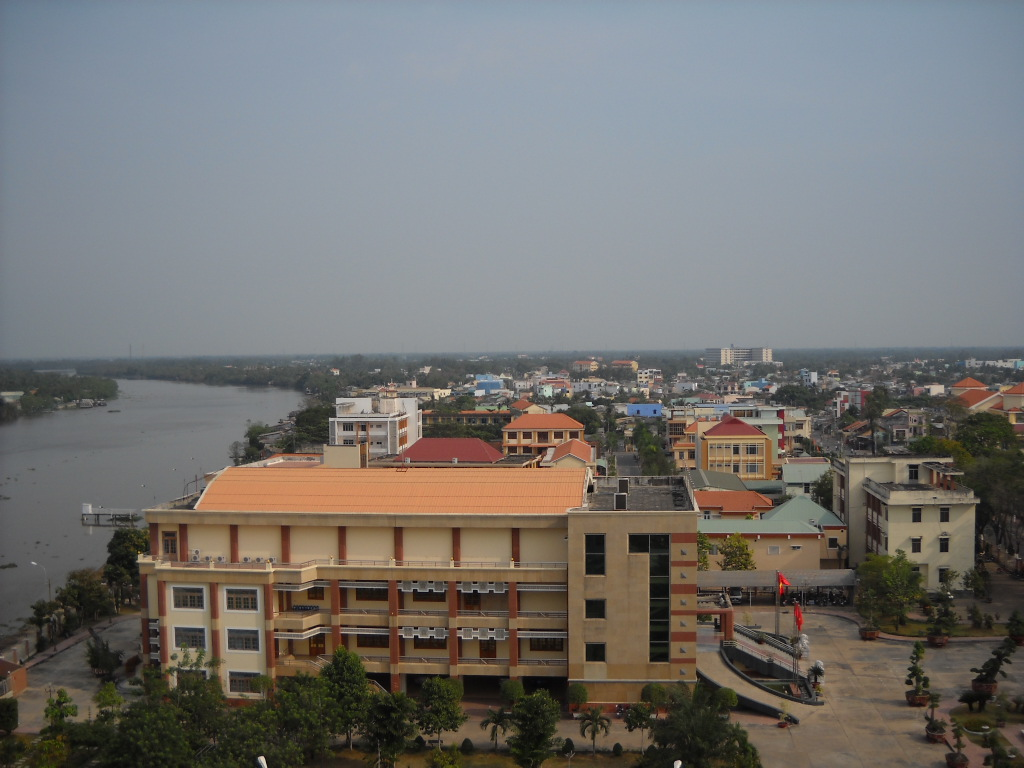
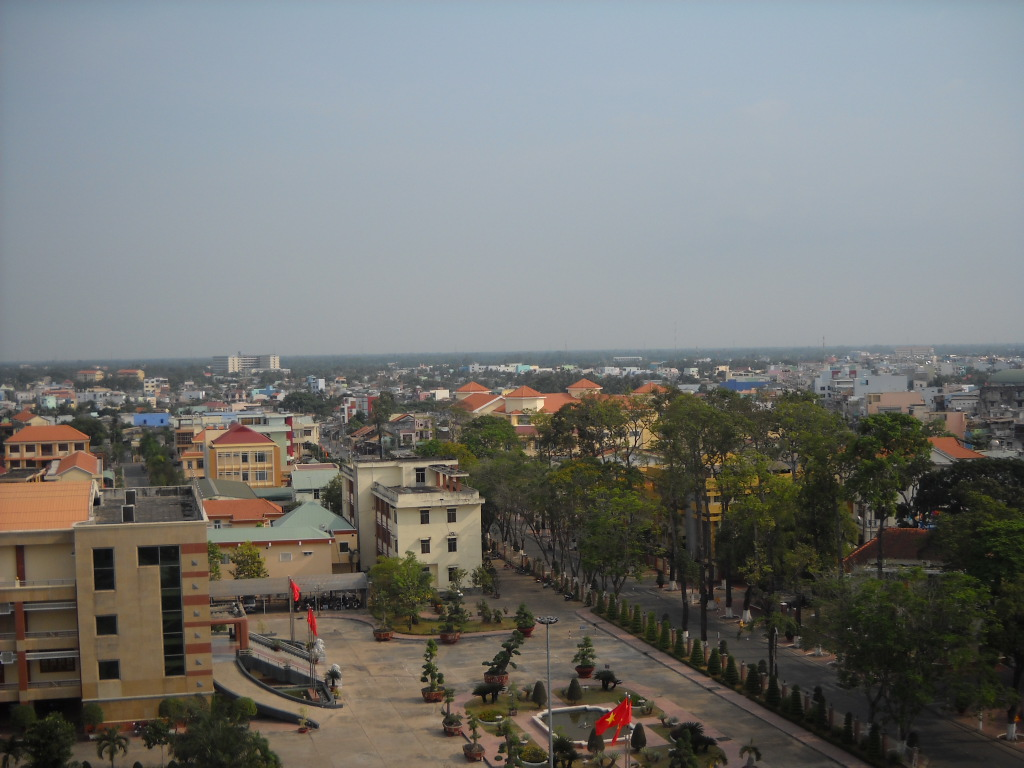
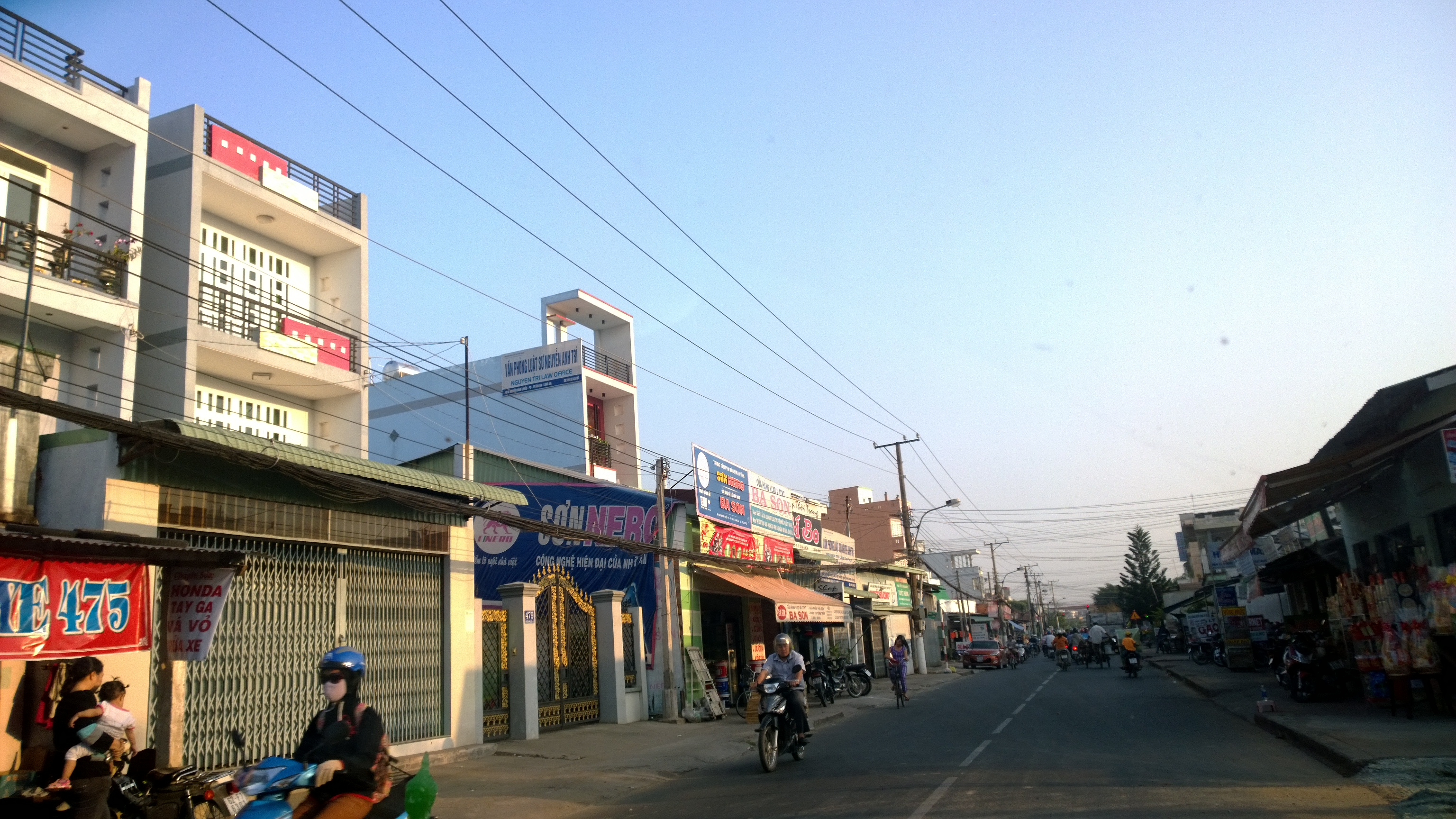
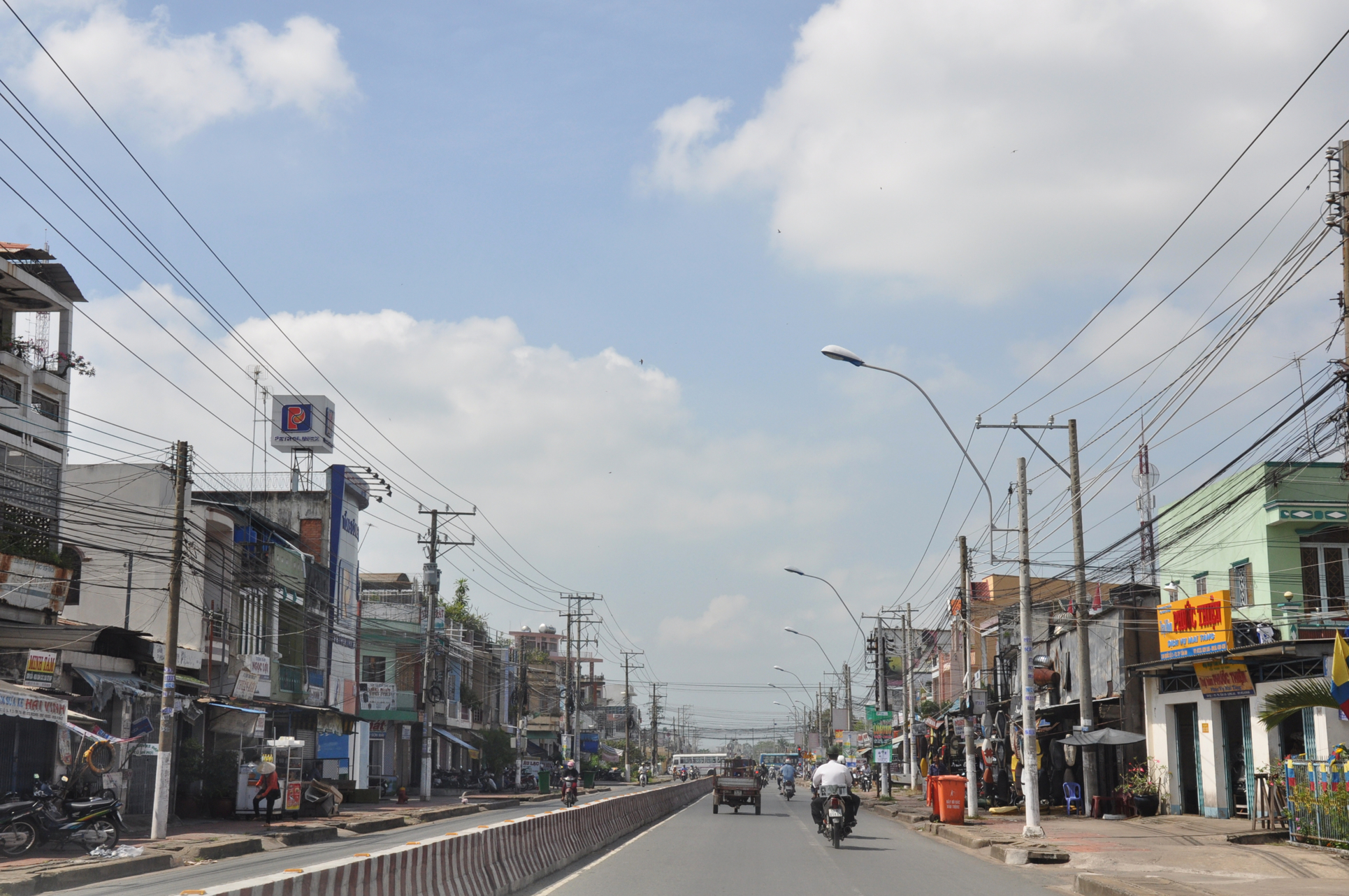